# Юркалне
Юркалне (латыш. Jūrkalne) — населённый пункт в Вентспилсском крае Латвии. Административный центр Юркалнской волости. Находится на побережье Балтийского моря у перекрёстка региональных автодорог P111 (Вентспилс — Гробиня) и P119 (Кулдига — Алсунга — Юркалне). Расстояние до города Вентспилс составляет около 52 км. По данным на 2015 год, в населённом пункте проживало 238 человек.

## История
До 1925 года населённый пункт носил немецкое название Феликсберг.
В советское время населённый пункт был центром Юркалнского сельсовета Вентспилсского района. В селе располагался колхоз «Дзинтаркрастс».
В селе родился Авраам Цви Идельсон (1882—1938) — композитор и музыковед.